# Agnia clara
Agnia clara là một loài bọ cánh cứng trong họ Cerambycidae.